# Mallon (Gemeinde Kirchberg am Wagram)
Mallon ist eine ehemalige Gemeinde und nunmehr Ortschaft und Katastralgemeinde der Marktgemeinde Kirchberg am Wagram im Bezirk Tulln in Niederösterreich. Die Ortschaft hat 102 Einwohner (Stand 1. Jänner 2024). Bis Ende 1967 war Mallon eine eigenständige Gemeinde.

## Geographie
Das Dorf liegt in der fruchtbaren Ebene des Tullnerfelds. Nördlich verläuft die Kaiser Franz Josephs-Bahn zwischen Wien und Krems an der Donau.

## Geschichte
Mallon wurde erstmals urkundlich 1192 als de Mailan im Urkundenbuch St. Pölten I erwähnt.
Das ursprünglich zur Herrschaft Oberstockstall gehörende Dorf wurde 1848 als eigene Gemeinde selbständig.
Laut Adressbuch von Österreich waren im Jahr 1938 in der Ortsgemeinde Mallon ein Gastwirt, ein Gemischtwarenhändler, ein Schuster und einige Landwirte ansässig.
Mit 1. Jänner 1968 wurden im Zuge der Niederösterreichischen Kommunalstrukturverbesserung die bis dahin selbständigen Gemeinden Dörfl, Engelmannsbrunn, Kollersdorf, Mallon, Mitterstockstall, Neustift im Felde, Oberstockstall, Unterstockstall und Winkl nach Kirchberg am Wagram eingemeindet.

## Bekannte Personen
- Franz de Paula Triesnecker (1745–1817), Jesuit und Astronom
- Ernst Schmidt jr. (1938–1988), Filmregisseur